# CACNG1
电压依赖性钙通道γ1亚基是一种由CACNG1基因编码的蛋白质。
L型钙通道由五个亚基组成。由该基因编码的蛋白质代表γ亚基之一，是几种γ亚基蛋白质之一。这种特殊的γ亚基是骨骼肌1,4-二氢吡啶敏感性钙通道的一部分，是一种在激发 - 收缩偶联中起作用的完整膜蛋白。该基因是PMP-22 / EMP / MP20家族的神经元钙通道γ亚基基因亚家族的成员，并且位于具有两个相似的γ亚基编码基因的簇中。